# Чорна пантера
Чорна пантера — назва темнозабарвлених особин ряду видів великих кішок, що представляють собою генетичний різновид забарвлення — прояв меланізму. Чорна пантера не є самостійним видом. Найчастіше, це леопард або ягуар. Існування пум — меланістів не підтверджено.
Також, «пантера» — рід великих тварин в родині котячих, тому слово «пантера» найчастіше застосовується не лише до особин чорного кольору, але також і до інших, зі звичайним забарвленням (рудуватим або плямистим), навіть білим — так звані «білі пантери».

## Меланізм
Чорне забарвлення пантер є проявом меланізму, викликаного мутацією гена. Прикладом сильного поширення мутації, яка призводить до меланізму, в популяції котячих, є популяція леопарда на території Малайзії, де близько 50 % тварин мають чорне забарвлення. Взагалі серед великих кішок меланізм зазвичай є більш поширеним в тих популяціях, які живуть в щільних лісах — за умови нестачі освітлення темні тварини тут є менш помітними, ніж на відкритій місцевості, що полегшує їм виживання. Шкура чорної пантери не ідеально чорна, на ній більшою чи меншою мірою завжди видніються плями. Е. П. Джі в своїй книзі «Дикі тварини Індії» писав, що зустрічаються навіть особливі «недопантери», у яких чорні плями добре видно на світлому шоколадному тлі.
Крім кольору забарвлення, чорні і плямисті особини леопардів і ягуарів нічим не відрізняються, вільно схрещуються і дають плідне потомство. Дитинчата від таких пар можуть бути різноманітні — і плямисті, і чорні. Але останнє зустрічається рідше, тому що ген чорного кольору рецесивний і часто пригнічується геном плямистості.

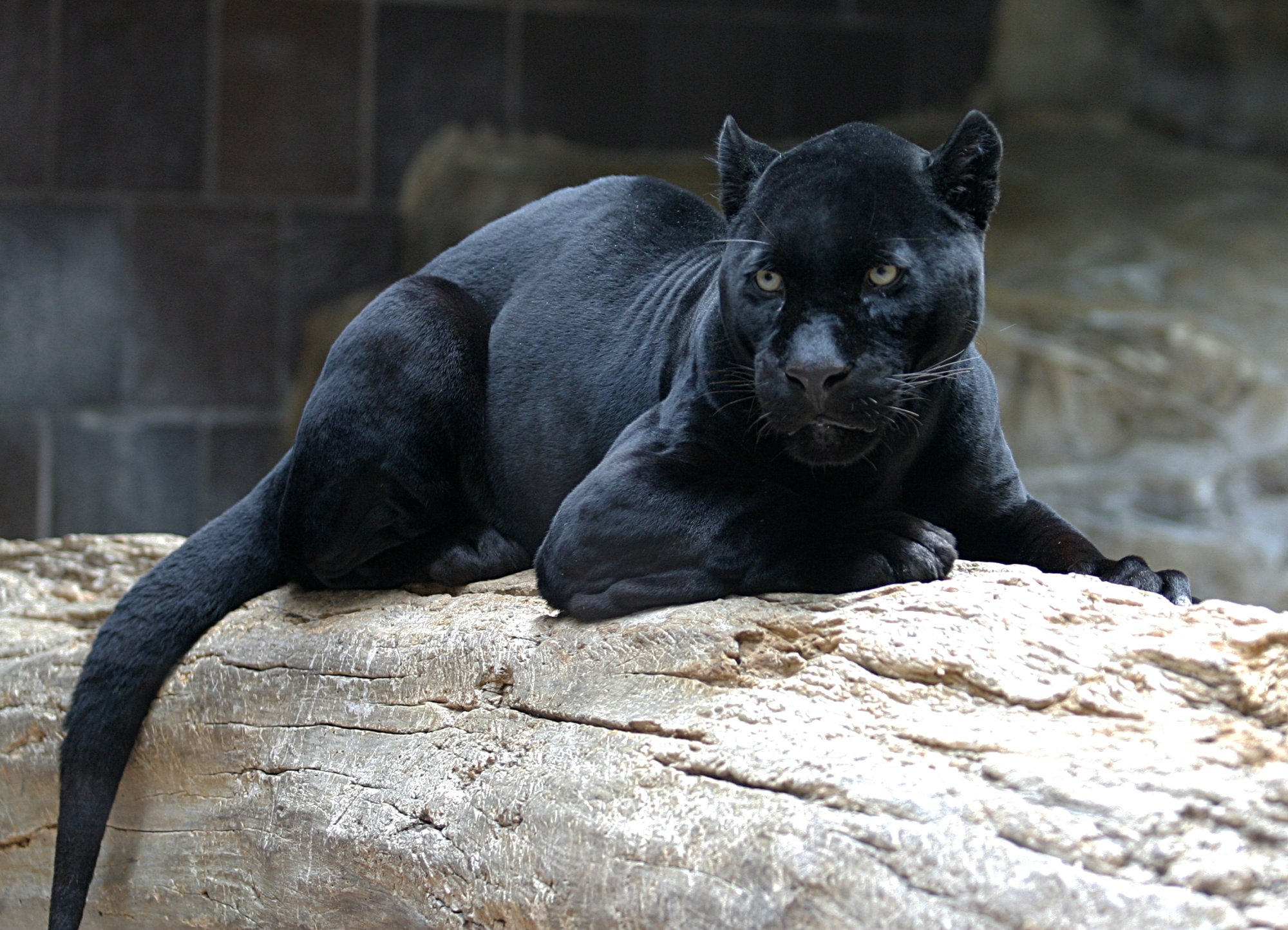
Чорна пантера (ягуар)

## Неповний меланізм

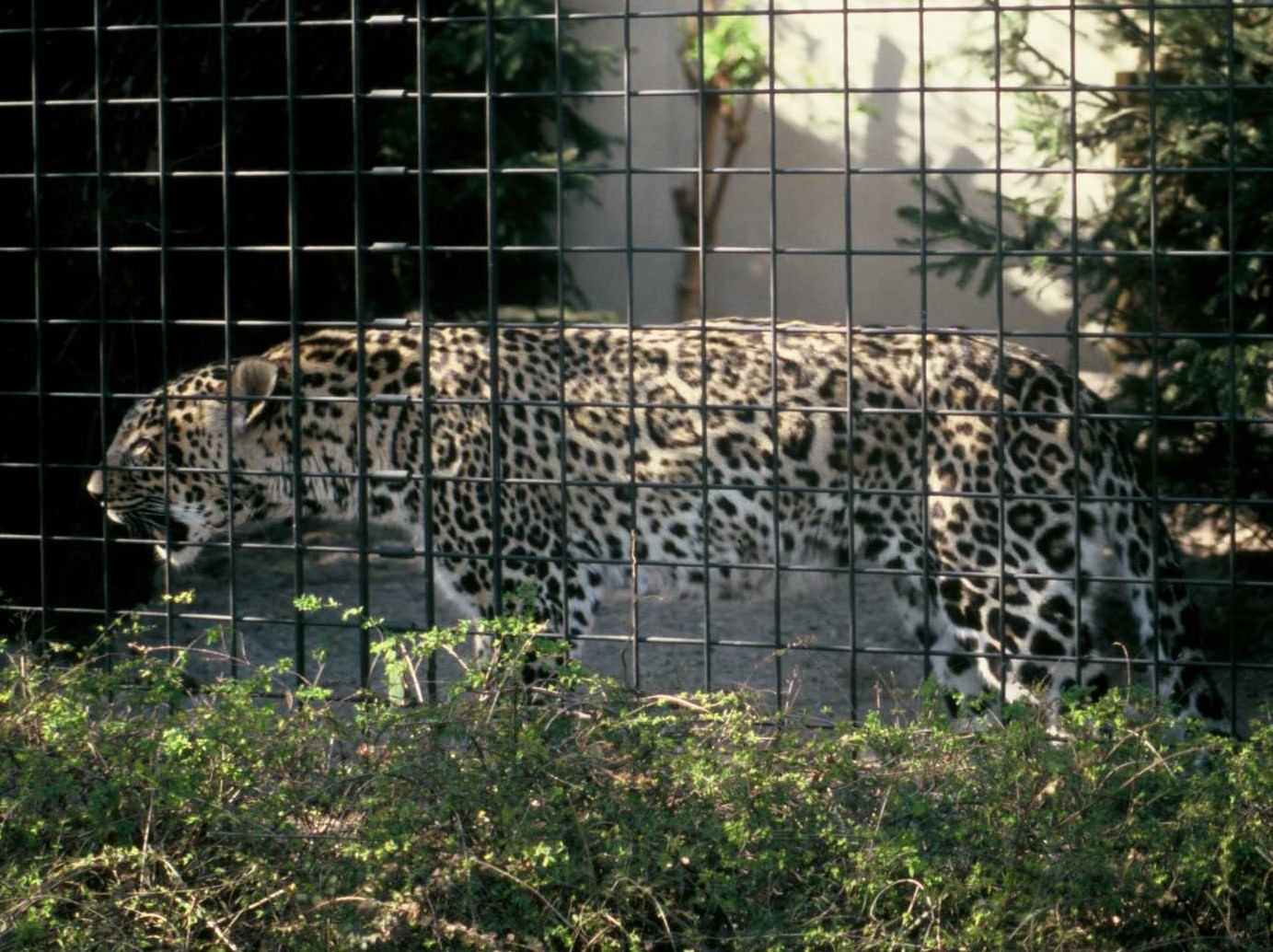
Самець передньоазійського леопарда з нетиповим забарвленням, близьким до абундізму.

Близьким до меланізму поняттям є неповний меланізм або псевдо-меланізм («абундизм») — стан, за якого посилена пігментація шкіри або інших покривів відбувається не рівномірно, а окремими ділянками. Псевдо-меланізм зустрічається у леопардів. За абундизму, наприклад, плями або смуги у тварин з плямистим або смугастим забарвленням покривів можуть поширюватися аж до злиття, яке призводить до так званого оманливого меланізму. Меланізм і абундизм найчастіше є підсумком мутацій, але можуть виникати і внаслідок інших чинників, таких як вплив температури під час вагітності, яка може впливати на транскрипцію і трансляцію генів.

## Образ в мистецтві
- Багіра, самець чорної пантери (леопарда — меланіста), є одним з головних персонажів твору Редьярда Кіплінга «Книга джунглів». Проте в радянському мультфільмі «Мауглі» Багіра зображена самкою, через що на пострадянському просторі образ Багіри є жіночим.
- Вражаючий зовнішній вигляд пантери (чорна кішка з палаючими очима) зробив пантеру справжнім символом грізної, красивої, спритної, підступної жінки, як наприклад героїня Настасія Кінскі з кінофільму «Люди-кішки».
- Пантро — персонаж мультсеріалів «Громові коти» (1985 і 2011 рр.), антропоморфна чорна пантера і фізично найсильніший з позитивних героїв.
- Гвенвівар — величезна пантера в книгах Роберта Сальваторе «Сага про Дріззта». Супутниця темного ельфа Дріззта До'Урдена.
- Рожева пантера — назва алмазу в серії однойменних фільмів, а також популярний мультиплікаційний персонаж (Пінкі) названий на його честь.
- Принцеса Ромі — антропоморфна пантера в мультсеріалах «Навколо світу з Віллі Фогом» і «Віллі Фог 2».

## У геральдиці та міфології

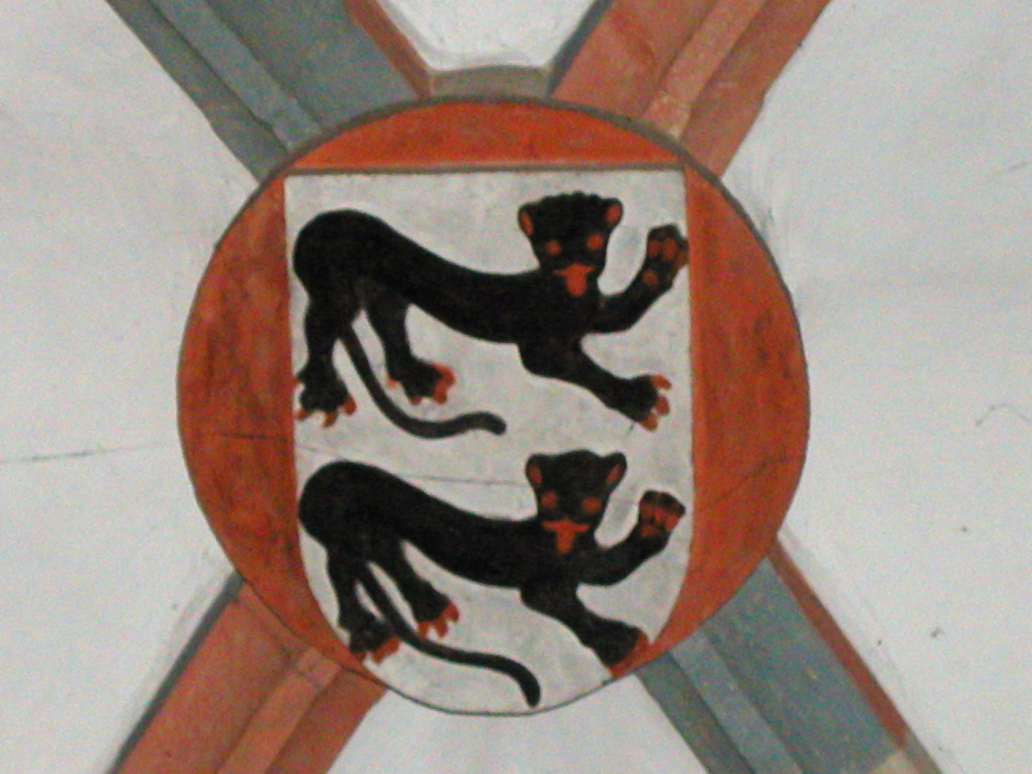
Геральдичні пантери

Герб Габону

- Геральдична пантера завжди зображується « incensed », тобто огнедишною (розлюченою), з полум'ям, що виривається з рота і вух. Істота описується як прекрасна і добра.
- Пантера була емблемою ( badge ) англійських королів Генріха IV і Генріха VI. Іноді вона зображується як звичайна тварина типу пантери, іноді (особливо в німецькій геральдиці) як істота з чотирма рогами, коров'ячими вухами і довгим червоним язиком у вигляді полум'я.
- На гербі африканської країни Габон дві чорні пантери тримають щит та уособлюють «пильність і хоробрість глави габонської держави».